# 热擦寺
热擦寺，位于西藏自治区拉萨市堆龙德庆县羊达乡，是一座藏传佛教寺院。

## 简介
热擦寺由鲁梅四大弟子（鲁梅派“四柱”）之一的纳朗·多吉旺曲（981年－1060年）创建。随后他又创建了鲁梅派四大圣地之一的杰鲁来寺（又译作嘉鲁特寺）。
该寺存有11世纪的热擦寺碑，是珍贵的吐蕃碑刻。

## 延伸阅读
- 东主才让，考热擦寺石碑及碑文，西藏大学学报:藏文版2011年第1期
- 去热擦寺过林卡，mimala2127的博客，2011-07-16